# 捷克和斯洛伐克聯邦共和國
捷克和斯洛伐克聯邦共和國 （捷克語：Česká a Slovenská Federativní Republika；斯洛伐克語：Česká a Slovenská Federatívna Republika，缩写为ČSFR）是捷克斯洛伐克在1990年4月23日—1992年12月31日期間的正式國名。1992年11月，捷克與斯洛伐克的領導人經過談判，同意捷克和斯洛伐克分離，聯邦議會通過了聯邦解體法；1993年1月1日，正式解體為捷克共和國和斯洛伐克共和國兩個國家，被稱為天鵝絨分離。 

## 歷史
自1960年起，捷克斯洛伐克的正式名稱為捷克斯洛伐克社會主義共和國（Československá Socialistická republika, ČSSR）。天鵝絨革命後，新當選的總統瓦茨拉夫·哈維爾宣布，「社會主義」將從該國的官方名稱中刪除。
傳統觀點認為，該國將恢復1919年至1938年和1945年至1960年使用的國名捷克斯洛伐克共和國（Československá republika）。然而，斯洛伐克政界人士反對，認為傳統名稱過度包含了斯洛伐克在聯邦國家中的平等地位。第一個妥協是第81/1990號憲法，將國家名稱改為捷克斯洛伐克聯邦共和國（捷克語：Československá federativní republika，斯洛伐克語：Česko-slovenská federatívna republika；ČSFR），明確承認國家的聯邦性質。僅在就斯洛伐克形式達成非正式協議後，該協議才於 1990 年 3 月 29 日獲得通過（同日生效），該形式將明確編入未來的國家象徵法中。這遭到了普遍的反對和另一輪討價還價，由於斯洛伐克人希望在名字中插入連字符（Česko-Slovensko），因此被稱為“連字符戰爭”（pomlčková válka/vojna）。然而，憤憤不平的捷克人強烈反對，認為這種做法太讓人想起捷克斯洛伐克第二共和國（當時的官方名稱是“Czecho-Slovak Republic”——1938年至1939年也曾使用過）——當時這個國家已被侵略者蹂躪。
經過大量的幕後談判，最終達成的妥協是第 101/1990 號憲法修正案，於 4 月 20 日通過，並於 4 月 23 日宣布後生效。該法律將國家名稱改為「捷克和斯洛伐克聯邦共和國」；與前一個版本不同的是，它還明確列出了兩個版本並聲明它們是相同的。這個名字打破了捷克語和斯洛伐克語的正字法規則，這些規則通常不使用大寫字母來表示“聯邦”和“共和國”等描述性單詞，也不使用從專有名詞派生的形容詞。作為妥協，這兩條規則同時被打破。雖然很少有人對這個名字感到滿意，但它很快就被使用了。捷克和斯洛伐克之間的緊張關係（這是一個早期跡象）很快就在更緊迫的重要問題上顯現出來，這使得該國的名稱成為一個相對較小的問題，同時更不可能改變，因此這個名稱保留了下來。
捷克斯洛伐克1960年版《憲法》一直有效到1993年。捷克斯洛伐克解體時，永久憲法的制定工作仍在進行中。